# پائولو گرگولتو
پائولو فرانچسکو گرگولتو (به انگلیسی: Paolo Francesco Gregoletto) (زاده ۱۴ سپتامبر ۱۹۸۵ در میامی، فلوریدا، ایالات متحده آمریکا) نوازنده ایتالیایی-آمریکایی گیتار بیس گروه تریویوم است.